# Earthship

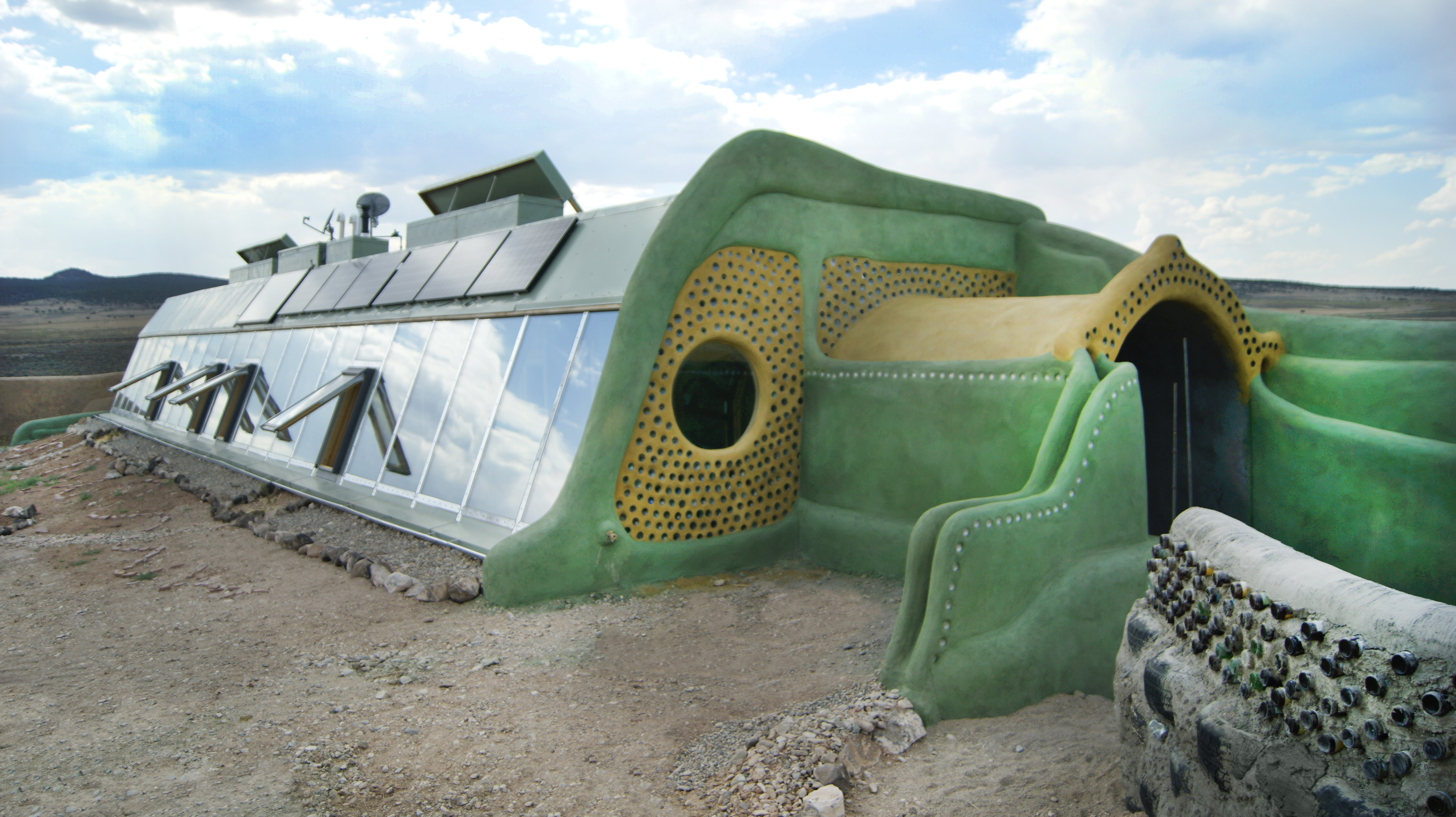
Vista sud ed ovest di una casa solare passiva di tipo Earthship

Le earthship sono un tipo di case solari passive, con sistemi di riscaldamento e raffrescamento a energia zero, indipendenti dal punto di vista dell'approvvigionamento idrico ed energetico. Sono costruite con materiali e tecniche di costruzione speciali che consentono di creare strutture ecosostenibili, usando la bassa tecnologia. Sono inoltre pensate per soddisfare le esigenze delle case normali e talvolta sono anche più sicure e più comode nonostante siano realizzate con materiali più svariati come terra, argilla, paglia legno e soprattutto pneumatici riempiti di terra per i muri portanti e bottiglie o lattine per i muri non portanti. In tal modo hanno una ridotta impronta ambientale con caratteristiche migliori delle normali abitazioni.